# Wageningen
Wageningen là một đô thị thuộc tỉnh Gelderland, Hà Lan. Đô thị này có diện tích 32,35 km2, dân số là 37.414 người.